# Le Village préféré des Français
 (janvier 2020).
Si vous disposez d'ouvrages ou d'articles de référence ou si vous connaissez des sites web de qualité traitant du thème abordé ici, merci de compléter l'article en donnant les références utiles à sa vérifiabilité et en les liant à la section « Notes et références ».
Le Village préféré des Français est une émission de télévision française produite par Morgane productions, présentée par Stéphane Bern, diffusée sur France 2 de 2012 à 2018. À partir de 2019, la diffusion s'effectue sur France 3.

## Principe
Il n'y a pas d'appel officiel à candidature pour le Village préféré des Français. À la demande du maire, des offices de tourisme ou des habitants eux-mêmes, les villages qui le souhaitent peuvent se faire connaître auprès de l'émission. Ces communes candidates sont ensuite présélectionnées par la société Morgane Production, France Télévisions et par Stéphane Bern lui-même.
Une commune est choisie pour représenter sa région, soit treize pour la métropole et une pour les Outre-Mer.
Sur la base d’un mini-reportage par village sélectionné, le public est invité à voter en ligne ou par téléphone.
Quelques semaines après la clôture des votes, une émission en première partie de soirée sur France 3 diffuse le résultat de l’élection.
Les téléspectateurs y découvrent le village gagnant mais également le classement de tous les villages de la sélection de l'année.

## Historique
De 2012 à 2015, il y avait 22 villages pour 22 régions avec un reportage de quatre minutes pour chaque village. Mais à partir de 2016 à la suite de la réforme territoriale de 2015, il y a treize villages pour treize régions avec un reportage de sept minutes pour chaque village.
En 2018, une commune supplémentaire représente désormais les Outre-Mer, portant à quatorze le nombre de villages représentés.
En 2014, 2016, 2017 et 2018, le village gagnant a été dévoilé en direct. Les résultats de 2012 à 2015 puis à partir de 2019 ont été dévoilés quelques jours avant aux habitants et touristes mais ils devaient tenir le secret.
De 2012 à 2016 puis de nouveau à partir de 2019, le vote se faisait par internet (exception faite en 2015 où il était également possible de voter par SMS). En 2017 et 2018, le vote se déroulait le soir même par téléphone ou SMS.
À partir de 2019, la diffusion ne se fait plus sur France 2, mais sur France 3.
Le vote du public se fait en ligne sur le site de l'émission ou par téléphone (communication taxée) sur une période de trois semaines, quelques mois avant l'émission.

## Impact et répartition
La notoriété du label occasionne une hausse du tourisme avec des retombées économiques pour les villages élus et leurs alentours, mais oblige également à repenser l'accès aux lieux,.
Un timbre du village lauréat est édité par La Poste,.
En onze éditions, l'émission a vu élire quatre fois un village alsacien : Eguisheim en 2013, Kaysersberg en 2017, Hunspach en 2020, Bergheim en 2022, mettant ainsi la région Grand Est en tête des régions primées.
Le département du Haut-Rhin est le seul département à détenir trois titres avec Eguisheim, Kaysersberg et Bergheim.
Les régions Midi-Pyrénées avec Saint-Cirq-Lapopie en 2012 et Cordes-sur-Ciel en 2014 et Bretagne avec Ploumanac'h en 2015 et Rochefort-en-Terre en 2016 ont, quant à elles, remporté deux fois le titre de Village préféré des Français.
Seules six régions comptent pour l'instant au moins un Village préféré des Français : Midi-Pyrénées, Grand Est, Bretagne, Hauts-de-France, Normandie et Centre-Val de Loire.
Six villages gagnants figurent également dans la liste de l'association Les Plus Beaux Villages de France : Saint-Cirq-Lapopie, Eguisheim, Cordes-sur-Ciel, Rochefort-en-Terre, Hunspach et Bergheim.

## Villages gagnants
| Édition | Village                | Nb. cand. | Région ou collectivité | Chaîne   | Date             |
| ------- | ---------------------- | --------- | ---------------------- | -------- | ---------------- |
| 2012    | Saint-Cirq-Lapopie     | 22        | Midi-Pyrénées          | France 2 | 26 juin 2012     |
| 2013    | Eguisheim              | 22        | Alsace                 | France 2 | 4 juin 2013      |
| 2014    | Cordes-sur-Ciel        | 22        | Midi-Pyrénées          | France 2 | 1er juillet 2014 |
| 2015    | Ploumanac'h            | 22        | Bretagne               | France 2 | 23 juin 2015     |
| 2016    | Rochefort-en-Terre     | 13        | Bretagne               | France 2 | 7 juin 2016      |
| 2017    | Kaysersberg            | 13        | Grand Est              | France 2 | 13 juin 2017     |
| 2018    | Cassel                 | 14        | Hauts-de-France        | France 2 | 19 juin 2018     |
| 2019    | Saint-Vaast-la-Hougue  | 14        | Normandie              | France 3 | 26 juin 2019     |
| 2020    | Hunspach               | 14        | Grand Est              | France 3 | 1er juillet 2020 |
| 2021    | Sancerre               | 14        | Centre-Val de Loire    | France 3 | 30 juin 2021     |
| 2022    | Bergheim               | 14        | Grand Est              | France 3 | 29 juin 2022     |
| 2023    | Esquelbecq             | 14        | Hauts-de-France        | France 3 | 30 juin 2023     |
| 2024    | Collioure              | 14        | Occitanie              | France 3 | 11 juillet 2024  |
| 2025    | Saint-Antoine-l'Abbaye | 14        | Auvergne-Rhône-Alpes   | France 3 | 2 juillet 2025   |

### Édition 2012

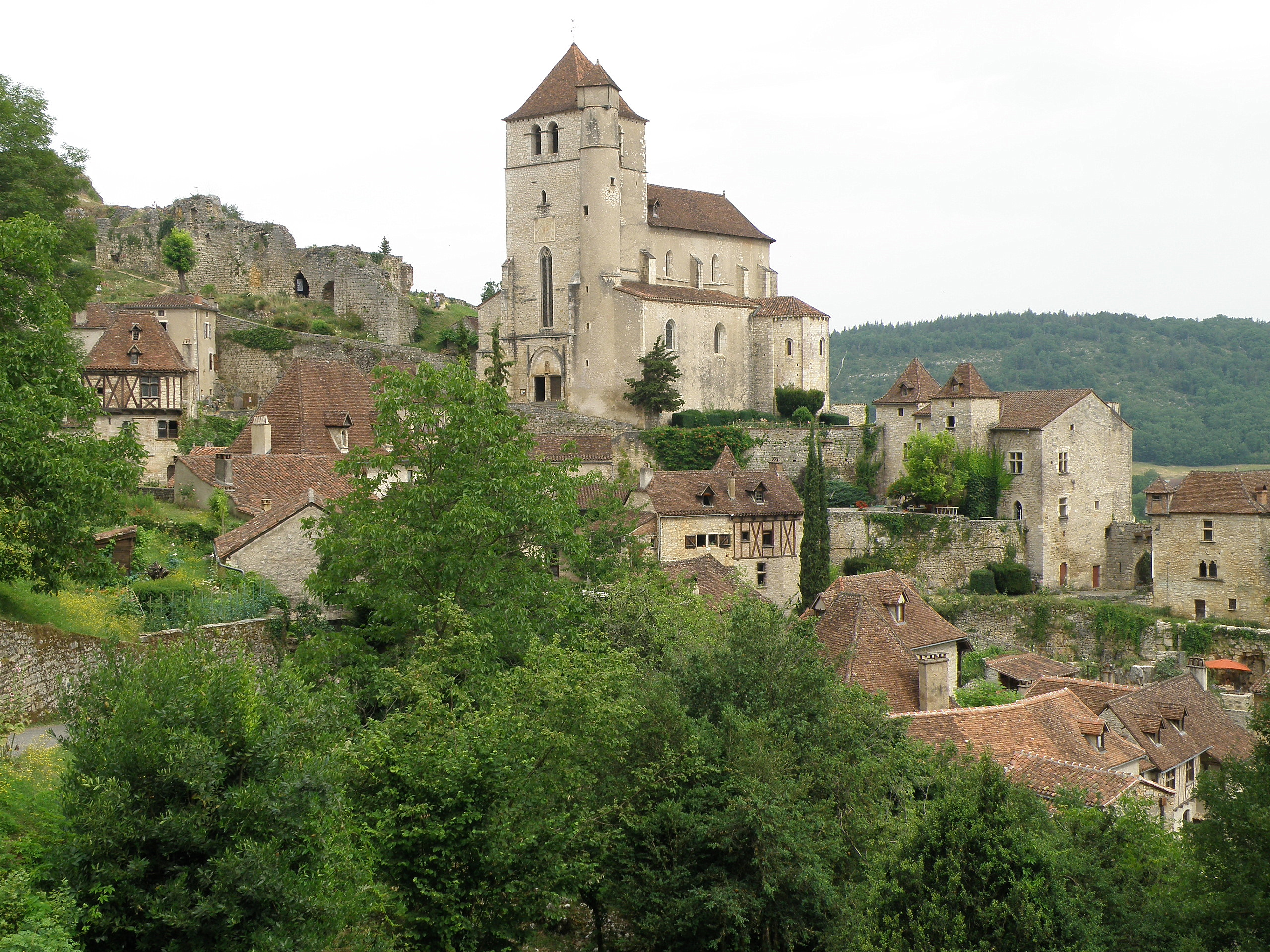
Saint-Cirq-Lapopie.

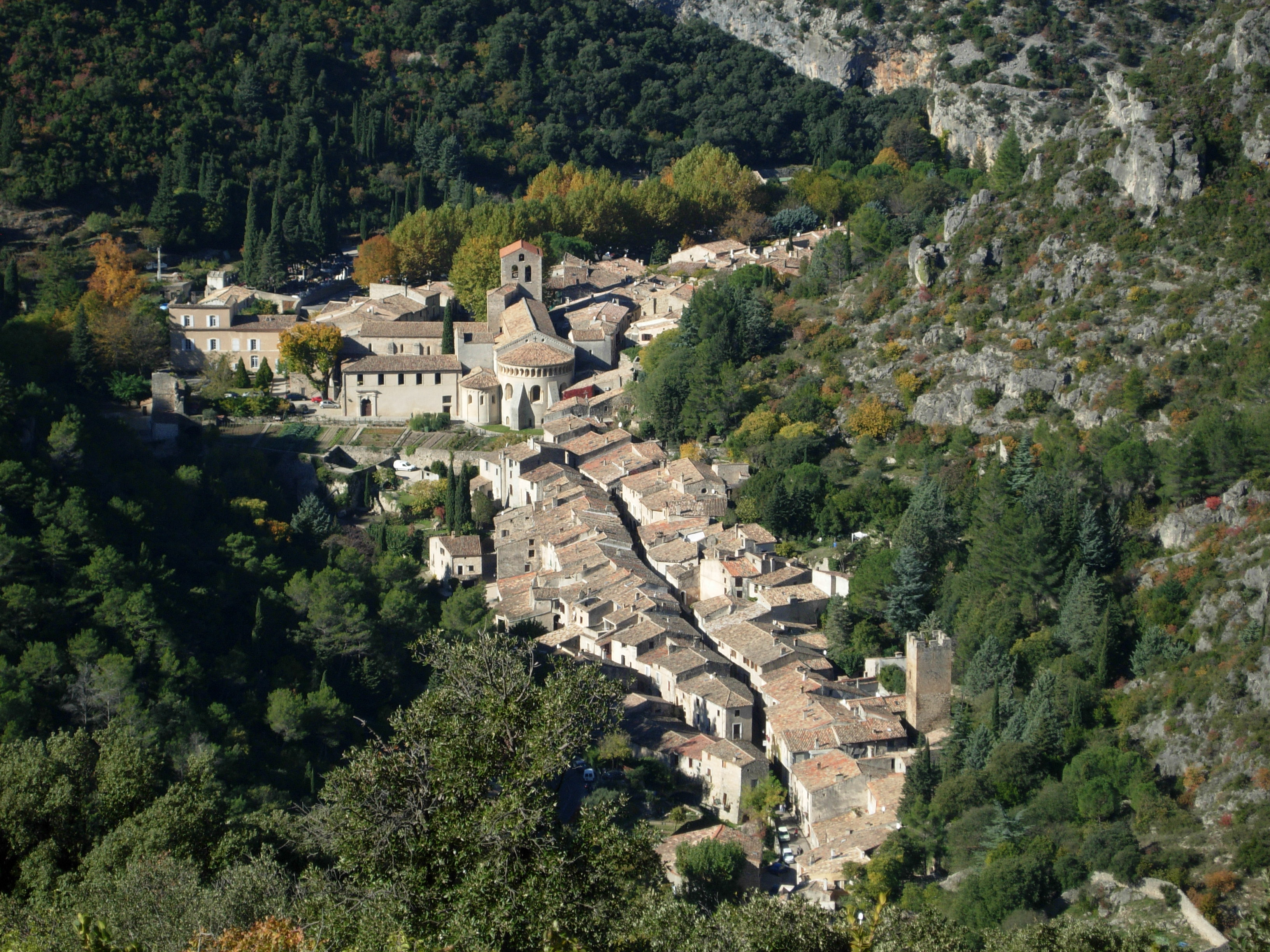
Saint-Guilhem-le-Désert.

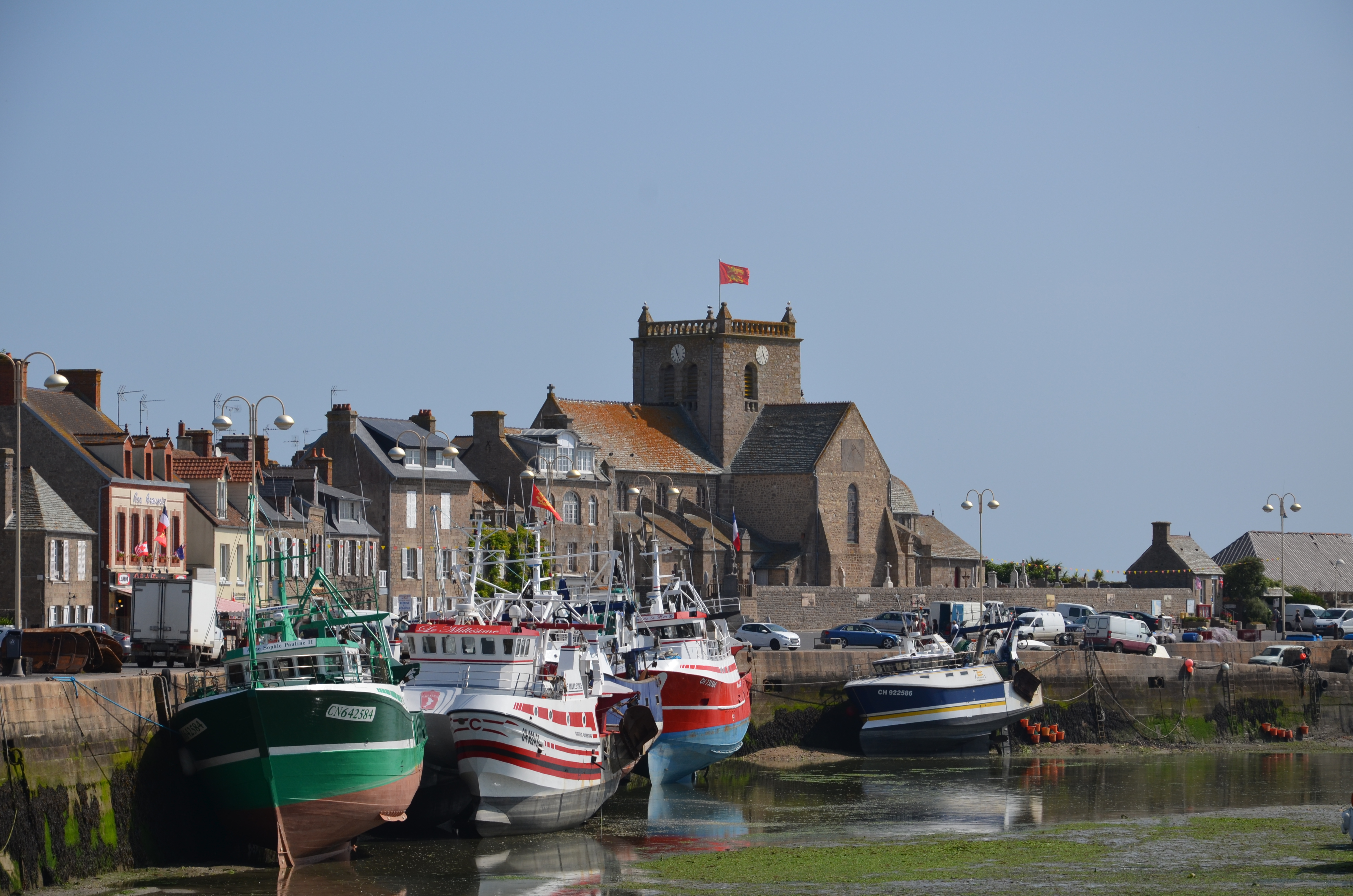
Barfleur.

| Cl. | Village                 | Département      | Région                     |
| --- | ----------------------- | ---------------- | -------------------------- |
| 1   | Saint-Cirq-Lapopie      | Lot              | Midi-Pyrénées              |
| 2   | Saint-Guilhem-le-Désert | Hérault          | Languedoc-Roussillon       |
| 3   | Barfleur                | Manche           | Basse-Normandie            |
| 4   | Salers                  | Cantal           | Auvergne                   |
| 5   | Yvoire                  | Haute-Savoie     | Rhône-Alpes                |
| 6   | Riquewihr               | Haut-Rhin        | Alsace                     |
| 7   | Beynac-et-Cazenac       | Dordogne         | Aquitaine                  |
| 8   | Les Baux-de-Provence    | Bouches-du-Rhône | Provence-Alpes-Côte d'Azur |
| 9   | Collonges-la-Rouge      | Corrèze          | Limousin                   |
| 10  | Maroilles               | Nord             | Nord-Pas-de-Calais         |
| 11  | Angles-sur-l'Anglin     | Vienne           | Poitou-Charentes           |
| 12  | Piana                   | Corse-du-Sud     | Corse                      |
| 13  | Saint-Suliac            | Ille-et-Vilaine  | Bretagne                   |
| 14  | Montsoreau              | Maine-et-Loire   | Pays de la Loire           |
| 15  | Baume-les-Messieurs     | Jura             | Franche-Comté              |
| 16  | Rodemack                | Moselle          | Lorraine                   |
| 17  | Gerberoy                | Oise             | Picardie                   |
| 18  | Le Bec-Hellouin         | Eure             | Haute-Normandie            |
| 19  | Essoyes                 | Aube             | Champagne-Ardenne          |
| 20  | Apremont-sur-Allier     | Cher             | Centre                     |
| 21  | Vézelay                 | Yonne            | Bourgogne                  |
| 22  | La Roche-Guyon          | Val-d'Oise       | Île-de-France              |

### Édition 2013

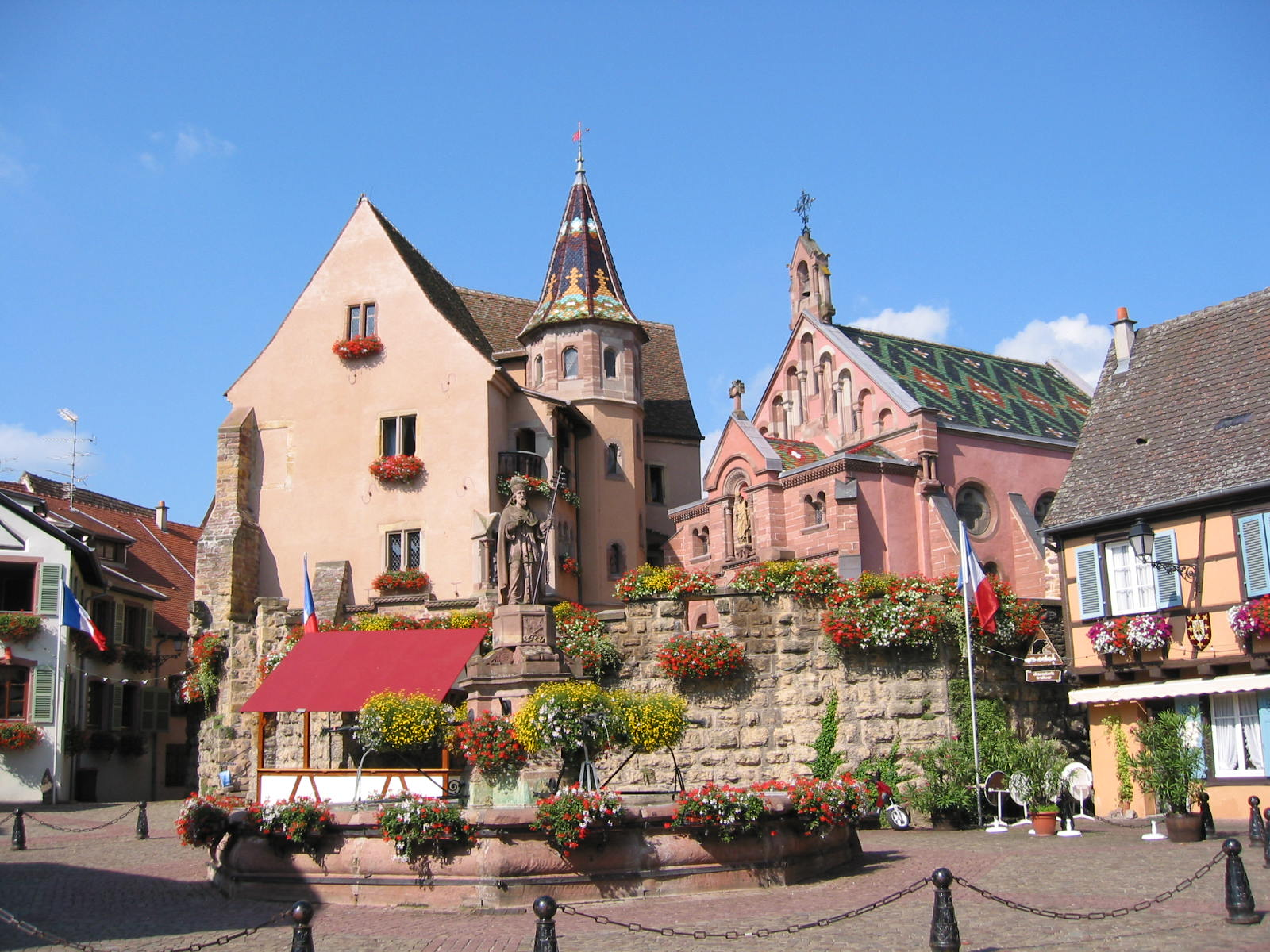
Eguisheim.

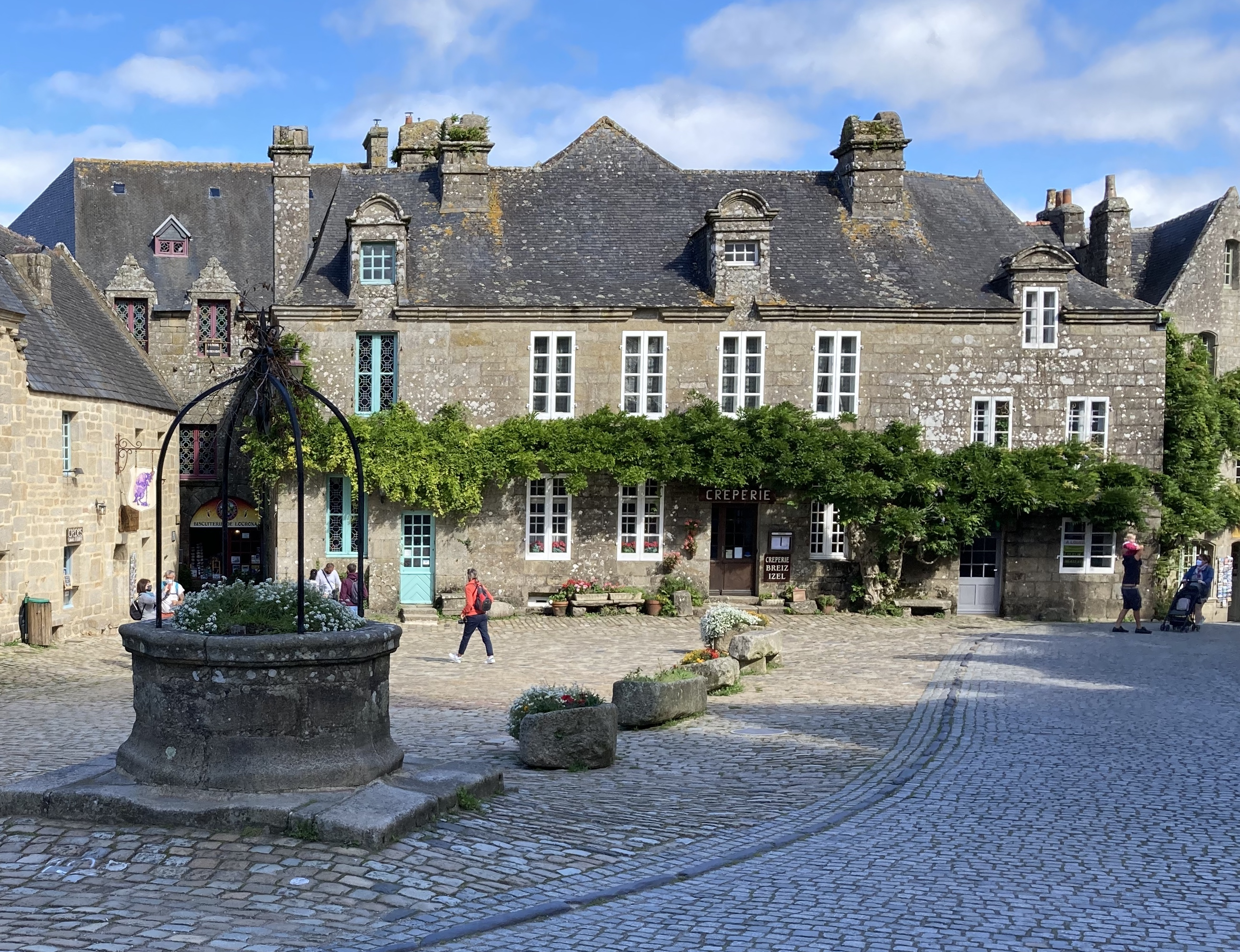
Locronan.

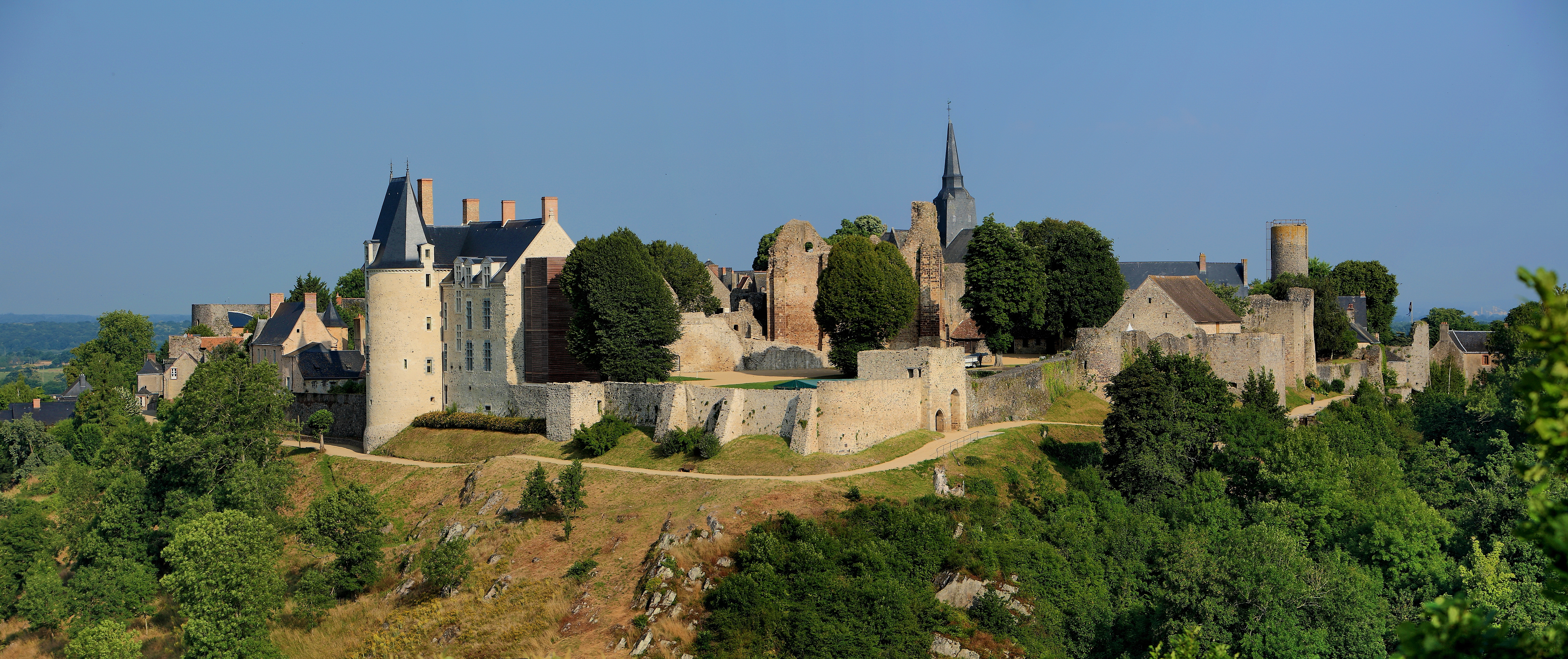
Sainte-Suzanne.

Voici le classement des vingt-deux villages préférés des Français :
| Cl. | Village                  | Département             | Région                     |
| --- | ------------------------ | ----------------------- | -------------------------- |
| 1   | Eguisheim                | Haut-Rhin               | Alsace                     |
| 2   | Locronan                 | Finistère               | Bretagne                   |
| 3   | Sainte-Suzanne           | Mayenne                 | Pays de la Loire           |
| 4   | Pérouges                 | Ain                     | Rhône-Alpes                |
| 5   | Conques                  | Aveyron                 | Midi-Pyrénées              |
| 6   | Veules-les-Roses         | Seine-Maritime          | Haute-Normandie            |
| 7   | Talmont-sur-Gironde      | Charente-Maritime       | Poitou-Charentes           |
| 8   | Flavigny-sur-Ozerain     | Côte-d'Or               | Bourgogne                  |
| 9   | Turenne                  | Corrèze                 | Limousin                   |
| 10  | Moustiers-Sainte-Marie   | Alpes-de-Haute-Provence | Provence-Alpes-Côte d'Azur |
| 11  | Blesle                   | Haute-Loire             | Auvergne                   |
| 12  | Parfondeval              | Aisne                   | Picardie                   |
| 13  | Wissant                  | Pas-de-Calais           | Nord-Pas-de-Calais         |
| 14  | Espelette                | Pyrénées-Atlantiques    | Aquitaine                  |
| 15  | Pesmes                   | Haute-Saône             | Franche-Comté              |
| 16  | Villefranche-de-Conflent | Pyrénées-Orientales     | Languedoc-Roussillon       |
| 17  | Corbara                  | Haute-Corse             | Corse                      |
| 18  | Lavardin                 | Loir-et-Cher            | Centre                     |
| 19  | Saint-Amand-sur-Fion     | Marne                   | Champagne-Ardenne          |
| 20  | La Perrière              | Orne                    | Basse-Normandie            |
| 21  | Saint-Quirin             | Moselle                 | Lorraine                   |
| 22  | Maincy                   | Seine-et-Marne          | Île-de-France              |

### Édition 2014

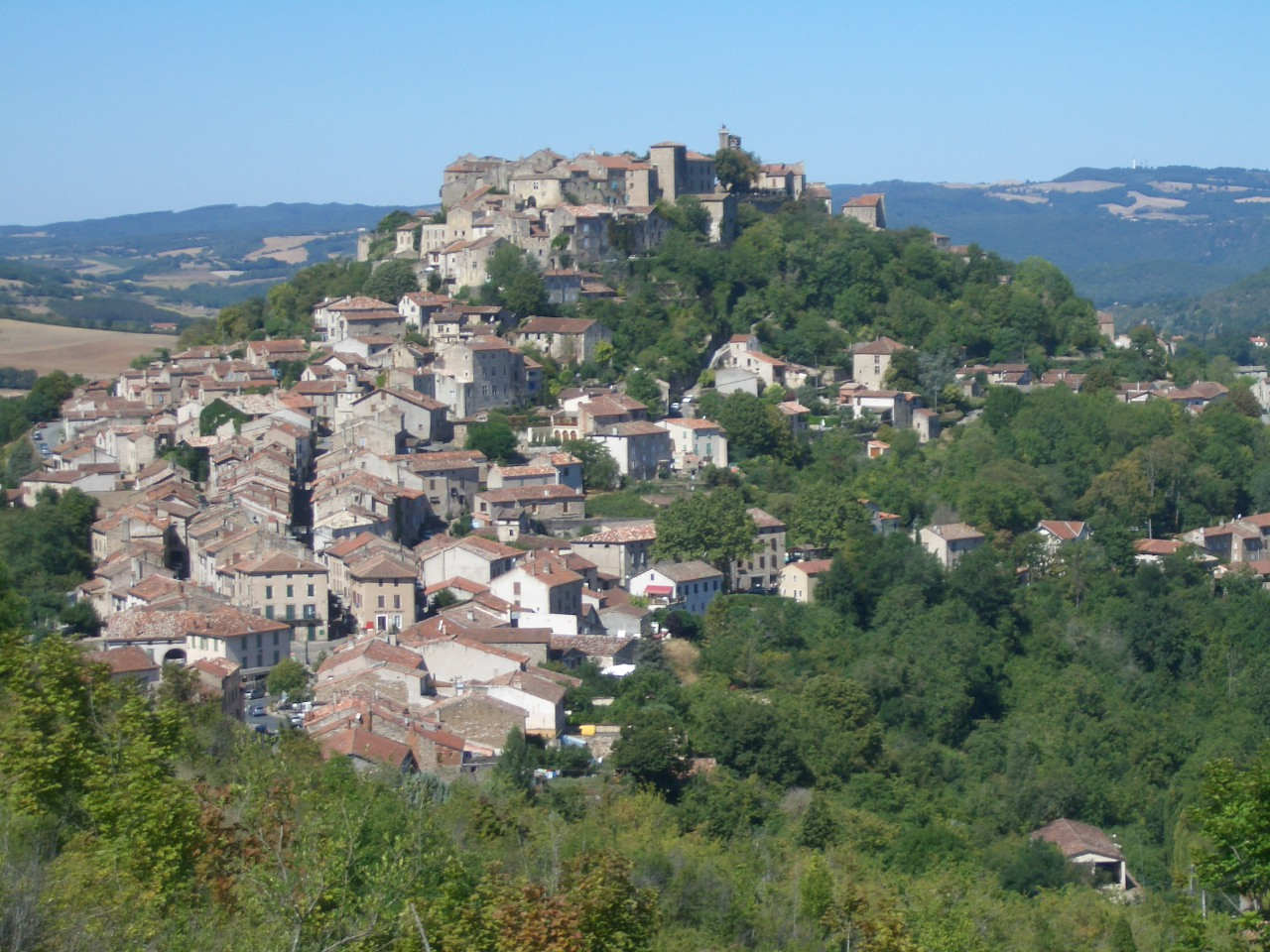
Cordes-sur-Ciel.

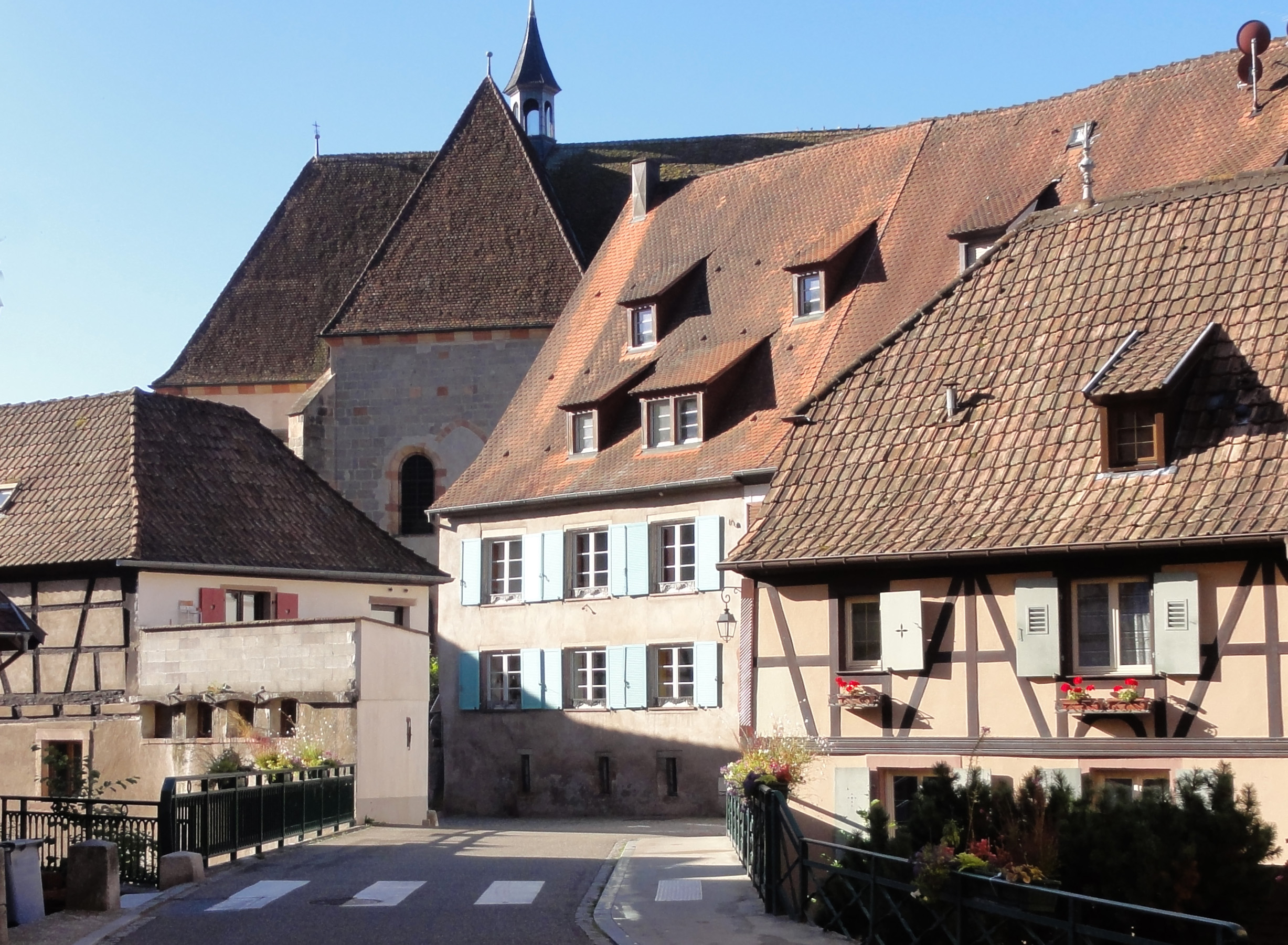
Andlau.

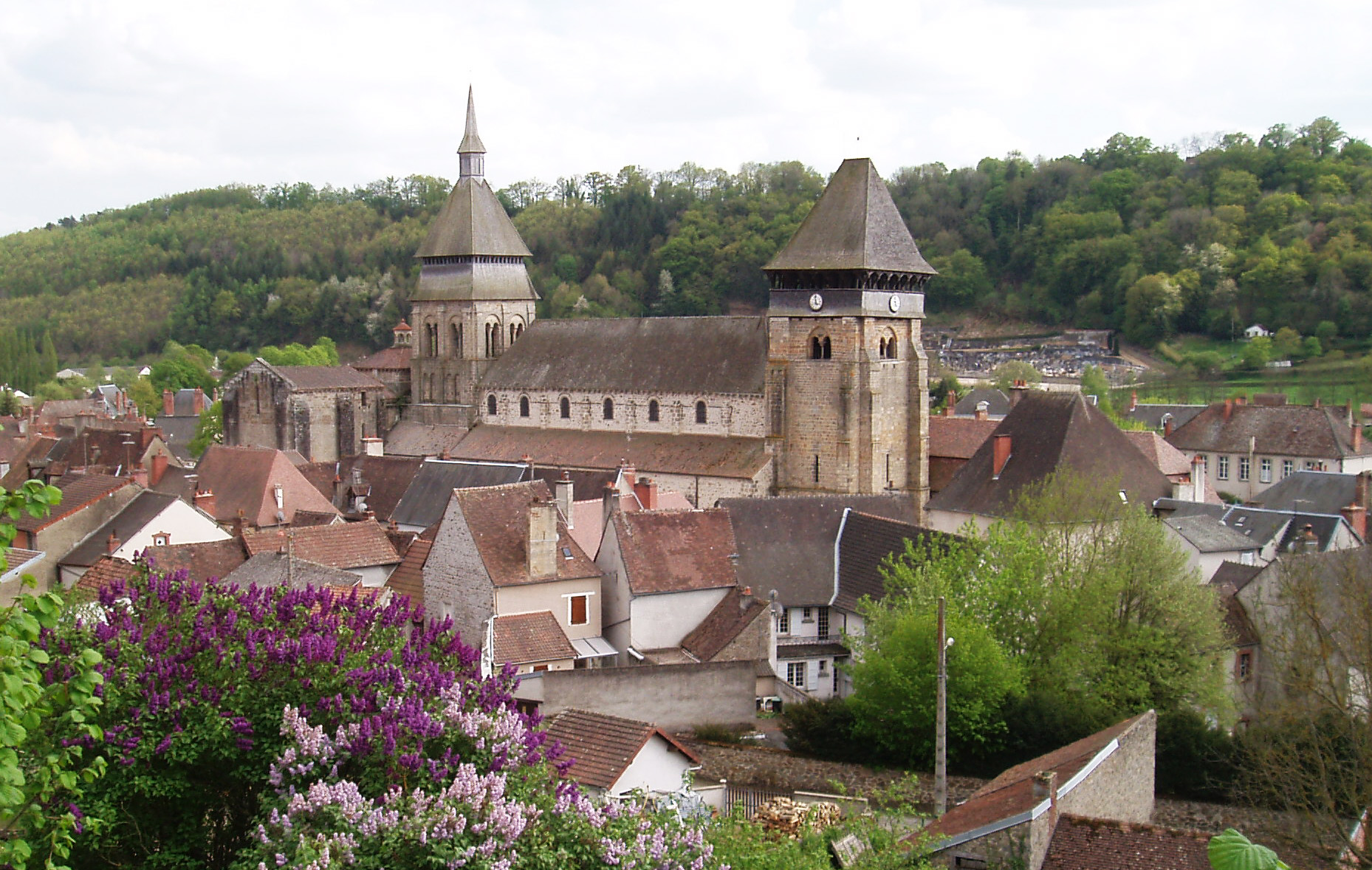
Chambon-sur-Voueize.

Voici le classement des vingt-deux villages préférés des Français :
| Cl. | Village               | Département     | Région                     |
| --- | --------------------- | --------------- | -------------------------- |
| 1   | Cordes-sur-Ciel       | Tarn            | Midi-Pyrénées              |
| 2   | Andlau                | Bas-Rhin        | Alsace                     |
| 3   | Chambon-sur-Voueize   | Creuse          | Limousin                   |
| 4   | Sauzon                | Morbihan        | Bretagne                   |
| 5   | Antraigues-sur-Volane | Ardèche         | Rhône-Alpes                |
| 6   | Étretat               | Seine-Maritime  | Haute-Normandie            |
| 7   | Noyers                | Yonne           | Bourgogne                  |
| 8   | Vouvant               | Vendée          | Pays de la Loire           |
| 9   | Gourdon               | Alpes-Maritimes | Provence-Alpes-Côte d'Azur |
| 10  | Beuvron-en-Auge       | Calvados        | Basse-Normandie            |
| 11  | Château-Chalon        | Jura            | Franche-Comté              |
| 12  | Charroux              | Allier          | Auvergne                   |
| 13  | Sebourg               | Nord            | Nord-Pas-de-Calais         |
| 14  | Septmonts             | Aisne           | Picardie                   |
| 15  | Saint-Benoît-du-Sault | Indre           | Centre                     |
| 16  | Labastide-d'Armagnac  | Landes          | Aquitaine                  |
| 17  | Châteauvillain        | Haute-Marne     | Champagne-Ardenne          |
| 18  | Sainte-Enimie         | Lozère          | Languedoc-Roussillon       |
| 19  | Arçais                | Deux-Sèvres     | Poitou-Charentes           |
| 20  | Grez-sur-Loing        | Seine-et-Marne  | Île-de-France              |
| 21  | Pigna                 | Haute-Corse     | Corse                      |
| 22  | Marville              | Meuse           | Lorraine                   |

### Édition 2015

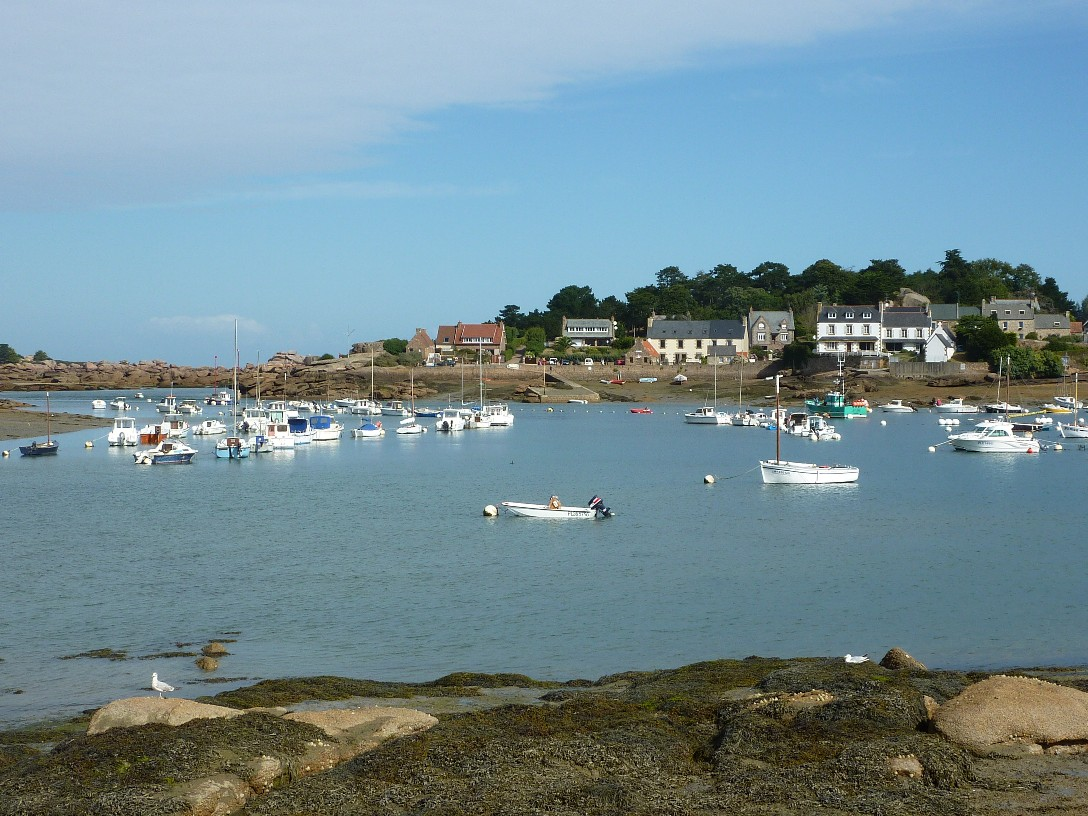
Ploumanac'h.

Voici le classement des vingt-deux villages préférés des Français :
| Cl. | Village                 | Département         | Région                     |
| --- | ----------------------- | ------------------- | -------------------------- |
| 1   | Ploumanac'h             | Côtes-d'Armor       | Bretagne                   |
| 2   | Montrésor               | Indre-et-Loire      | Centre-Val de Loire        |
| 3   | Saint-Antonin-Noble-Val | Tarn-et-Garonne     | Midi-Pyrénées              |
| 4   | Barbizon                | Seine-et-Marne      | Île-de-France              |
| 5   | Terdeghem               | Nord                | Nord-Pas-de-Calais         |
| 6   | Bonneval-sur-Arc        | Savoie              | Rhône-Alpes                |
| 7   | Castelnou               | Pyrénées-Orientales | Languedoc-Roussillon       |
| 8   | Ferrette                | Haut-Rhin           | Alsace                     |
| 9   | Ault                    | Somme               | Picardie                   |
| 10  | Moutier-d'Ahun          | Creuse              | Limousin                   |
| 11  | Saint-Émilion           | Gironde             | Aquitaine                  |
| 12  | Ars-en-Ré               | Charente-Maritime   | Poitou-Charentes           |
| 13  | Tourtour                | Var                 | Provence-Alpes-Côte d'Azur |
| 14  | Solutré-Pouilly         | Saône-et-Loire      | Bourgogne                  |
| 15  | Saint-Céneri-le-Gérei   | Orne                | Basse-Normandie            |
| 16  | Trentemoult             | Loire-Atlantique    | Pays de la Loire           |
| 17  | Saint-Nectaire          | Puy-de-Dôme         | Auvergne                   |
| 18  | Fénétrange              | Moselle             | Lorraine                   |
| 19  | Lyons-la-Forêt          | Eure                | Haute-Normandie            |
| 20  | Lods                    | Doubs               | Franche-Comté              |
| 21  | Mussy-sur-Seine         | Aube                | Champagne-Ardenne          |
| 22  | Centuri                 | Haute-Corse         | Corse                      |

### Édition 2016

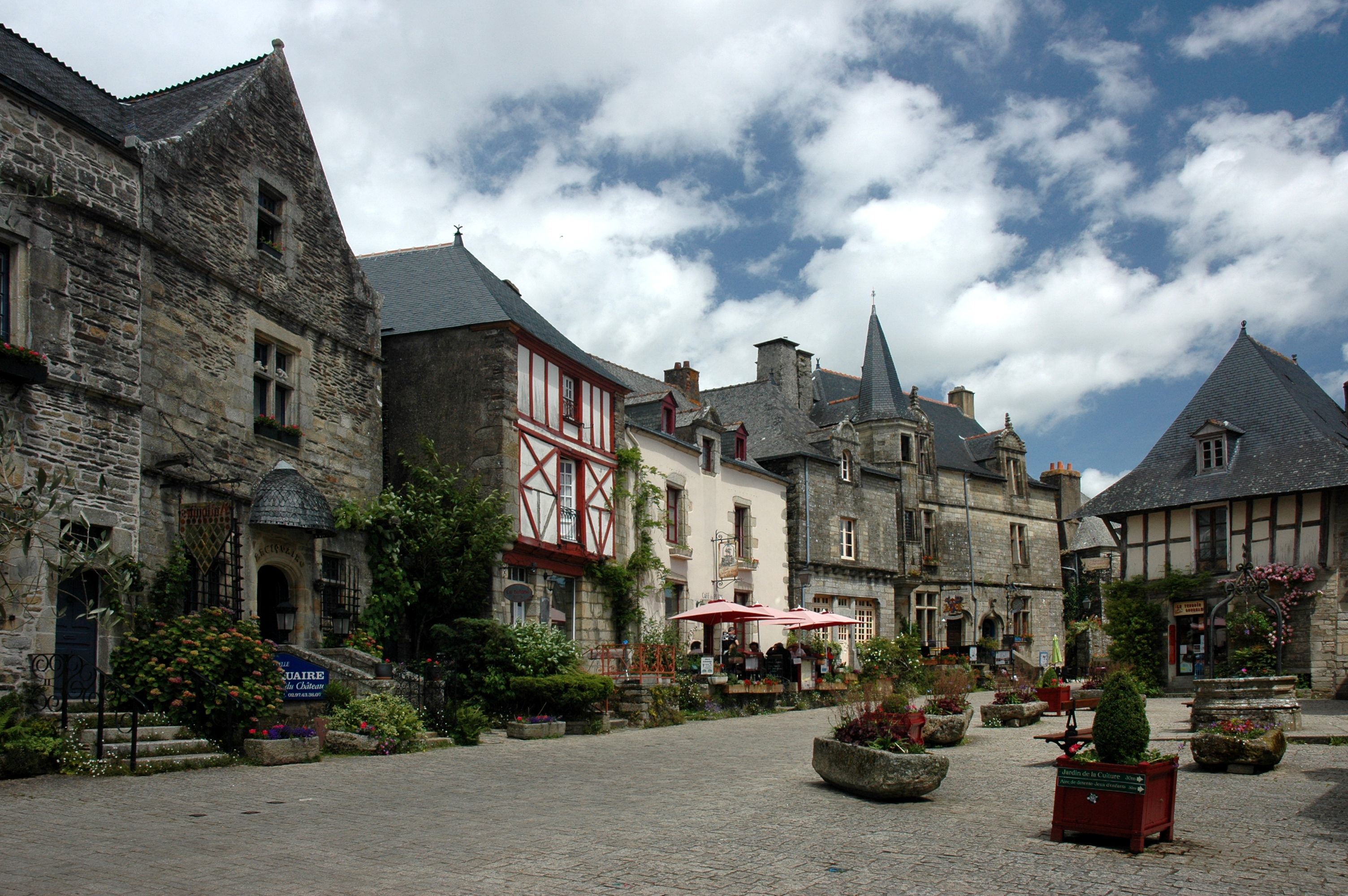
Rochefort-en-Terre.

Voici le classement des treize villages préférés des Français :
| Cl. | Village              | Département          | Région                     |
| --- | -------------------- | -------------------- | -------------------------- |
| 1   | Rochefort-en-Terre   | Morbihan             | Bretagne                   |
| 2   | Montreuil-sur-Mer    | Pas-de-Calais        | Hauts-de-France            |
| 3   | Rocamadour           | Lot                  | Occitanie                  |
| 4   | Arbois               | Jura                 | Bourgogne-Franche-Comté    |
| 5   | Vogüé                | Ardèche              | Auvergne-Rhône-Alpes       |
| 6   | Nonza                | Haute-Corse          | Corse                      |
| 7   | Gordes               | Vaucluse             | Provence-Alpes-Côte d'Azur |
| 8   | Varengeville-sur-Mer | Seine-Maritime       | Normandie                  |
| 9   | Béhuard              | Maine-et-Loire       | Pays de la Loire           |
| 10  | Sare                 | Pyrénées-Atlantiques | Nouvelle-Aquitaine         |
| 11  | Plombières-les-Bains | Vosges               | Grand Est                  |
| 12  | Candes-Saint-Martin  | Indre-et-Loire       | Centre-Val de Loire        |
| 13  | Courances            | Essonne              | Île-de-France              |

### Édition 2017

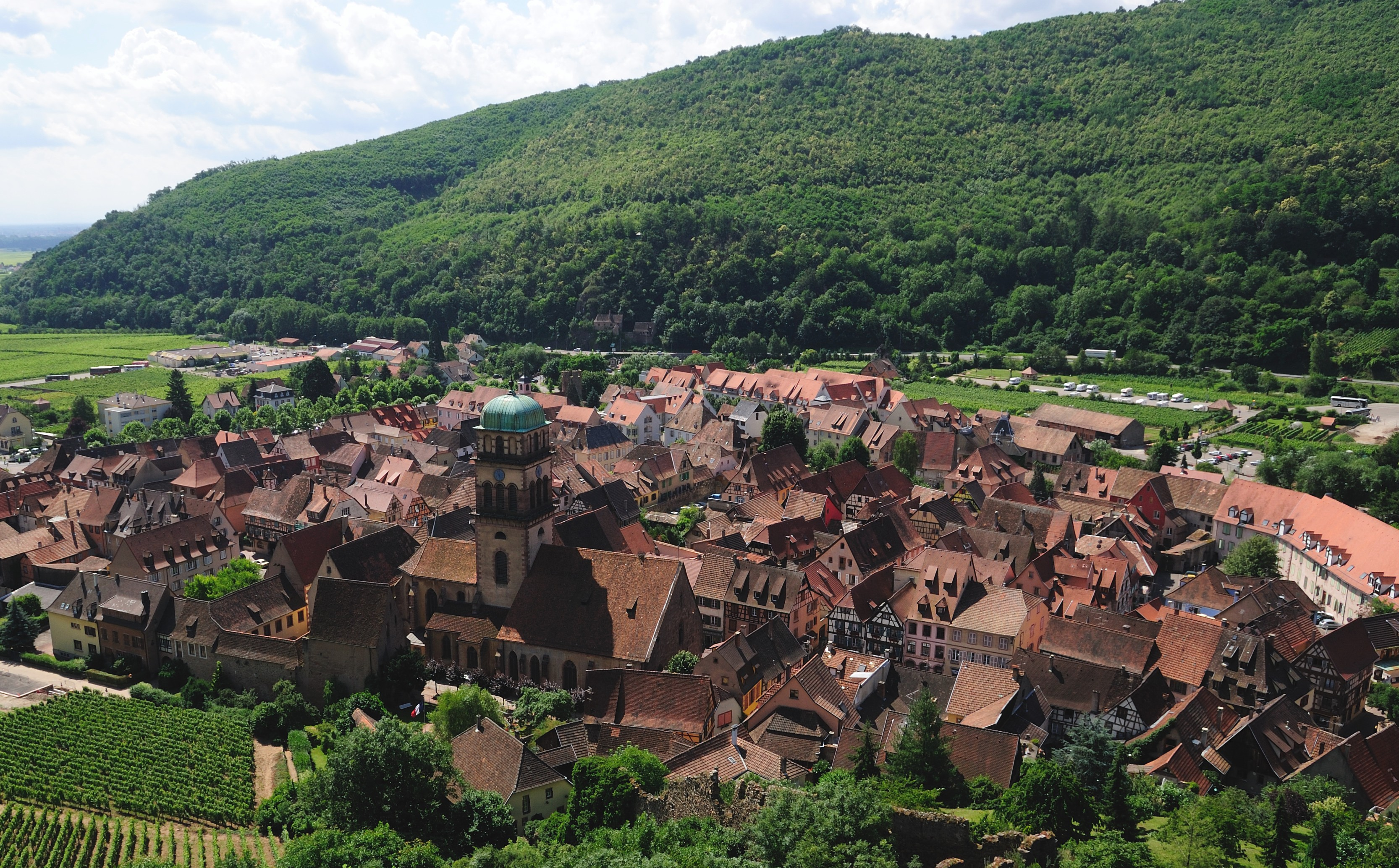
Kaysersberg.

Voici le classement des treize villages préférés des Français :
| Cl. | Village                | Département      | Région                     |
| --- | ---------------------- | ---------------- | -------------------------- |
| 1   | Kaysersberg            | Haut-Rhin        | Grand Est                  |
| 2   | Saint-Valery-sur-Somme | Somme            | Hauts-de-France            |
| 3   | La Roque-Gageac        | Dordogne         | Nouvelle-Aquitaine         |
| 4   | Moncontour             | Côtes-d'Armor    | Bretagne                   |
| 5   | Piriac-sur-Mer         | Loire-Atlantique | Pays de la Loire           |
| 6   | Bellême                | Orne             | Normandie                  |
| 7   | Lourmarin              | Vaucluse         | Provence-Alpes-Côte d'Azur |
| 8   | Sant'Antonino          | Haute-Corse      | Corse                      |
| 9   | Lagrasse               | Aude             | Occitanie                  |
| 10  | Bèze                   | Côte d'Or        | Bourgogne-Franche-Comté    |
| 11  | La Garde-Adhémar       | Drôme            | Auvergne-Rhône-Alpes       |
| 12  | Gargilesse-Dampierre   | Indre            | Centre-Val de Loire        |
| 13  | Montchauvet            | Yvelines         | Île-de-France              |

Une nouveauté de taille est attendue cette saison. Les personnes ne désigneront plus leur village préféré via internet mais que lors de la diffusion de l'émission via SMS. Stéphane Bern dévoilera alors le village gagnant à la fin de l'émission.
La plaque « Village préféré des Français 2017 » a été volée à Kaysersberg en août 2017.

### Édition 2018

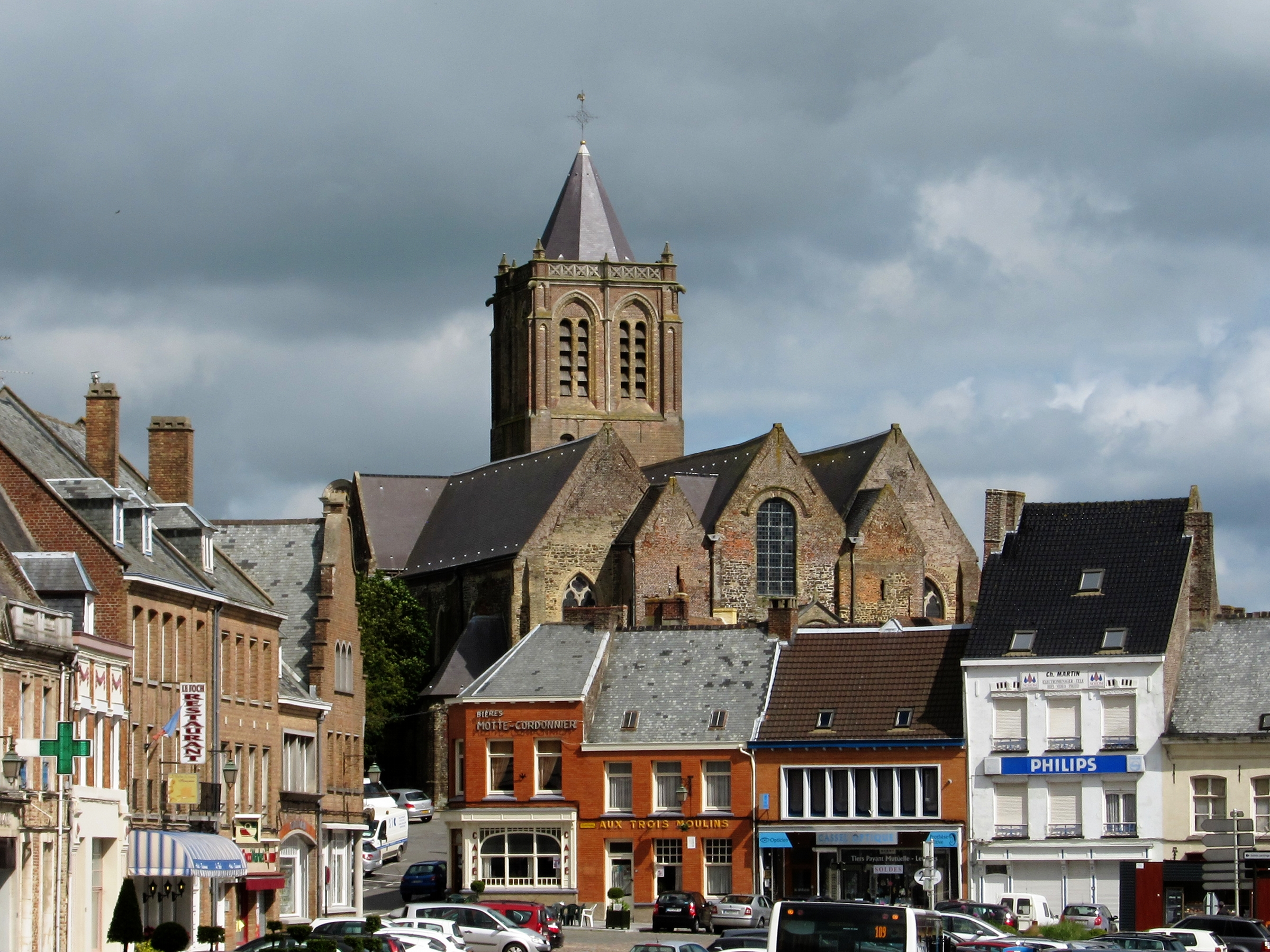
Cassel.

Voici le classement des quatorze villages préférés des Français :
| Cl. | Village              | Département    | Région                     |
| --- | -------------------- | -------------- | -------------------------- |
| 1   | Cassel               | Nord           | Hauts-de-France            |
| 2   | Mittelbergheim       | Bas-Rhin       | Grand Est                  |
| 3   | Roussillon           | Vaucluse       | Provence-Alpes-Côte d'Azur |
| 4   | Hell-Bourg           | La Réunion     | Outre-mer                  |
| 5   | Le Mont-Saint-Michel | Manche         | Normandie                  |
| 6   | Île-de-Sein          | Finistère      | Bretagne                   |
| 7   | Monpazier            | Dordogne       | Nouvelle-Aquitaine         |
| 8   | Janvry               | Essonne        | Île-de-France              |
| 9   | La Couvertoirade     | Aveyron        | Occitanie                  |
| 10  | Lama                 | Haute-Corse    | Corse                      |
| 11  | Asnières-sur-Vègre   | Sarthe         | Pays de la Loire           |
| 12  | Yèvre-le-Châtel      | Loiret         | Centre-Val de Loire        |
| 13  | Mirmande             | Drôme          | Auvergne-Rhône-Alpes       |
| 14  | Semur-en-Brionnais   | Saône-et-Loire | Bourgogne-Franche-Comté    |

En 2018, pour la première fois, la France d'outre-mer a été représentée par un village.
Cette saison-là, Tiga et Raphaël de Casabianca, deux animateurs d'Échappées belles sur France 5, se sont joints à Stéphane Bern pour la présentation des villages.

### Édition 2019

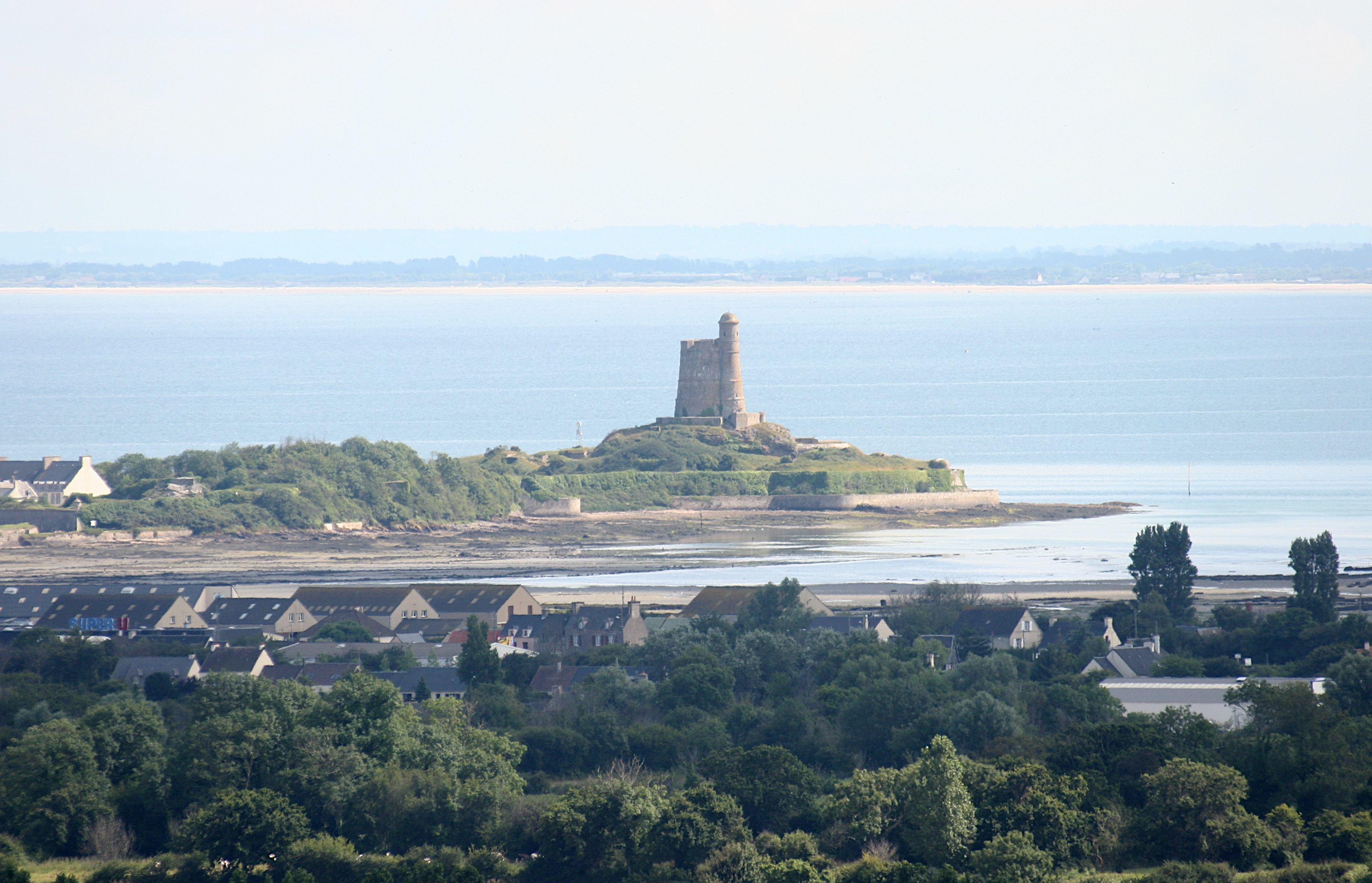
Saint-Vaast-la-Hougue.

Voici le classement des quatorze villages préférés des Français :
| Cl. | Village               | Département       | Région                     |
| --- | --------------------- | ----------------- | -------------------------- |
| 1   | Saint-Vaast-la-Hougue | Manche            | Normandie                  |
| 2   | Pont-Croix            | Finistère         | Bretagne                   |
| 3   | Terre-de-Haut         | Guadeloupe        | Outre-mer                  |
| 4   | Lauzerte              | Tarn-et-Garonne   | Occitanie                  |
| 5   | Mouthier-Haute-Pierre | Doubs             | Bourgogne-Franche-Comté    |
| 6   | Cotignac              | Var               | Provence-Alpes-Côte d'Azur |
| 7   | Souvigny              | Allier            | Auvergne-Rhône-Alpes       |
| 8   | Les Riceys            | Aube              | Grand Est                  |
| 9   | Bourron-Marlotte      | Seine-et-Marne    | Île-de-France              |
| 10  | Frazé                 | Eure-et-Loir      | Centre-Val de Loire        |
| 11  | La Ferté-Milon        | Aisne             | Hauts-de-France            |
| 12  | Mornac-sur-Seudre     | Charente-Maritime | Nouvelle-Aquitaine         |
| 13  | Erbalunga             | Haute-Corse       | Corse                      |
| 14  | Le Thoureil           | Maine-et-Loire    | Pays de la Loire           |

### Édition 2020

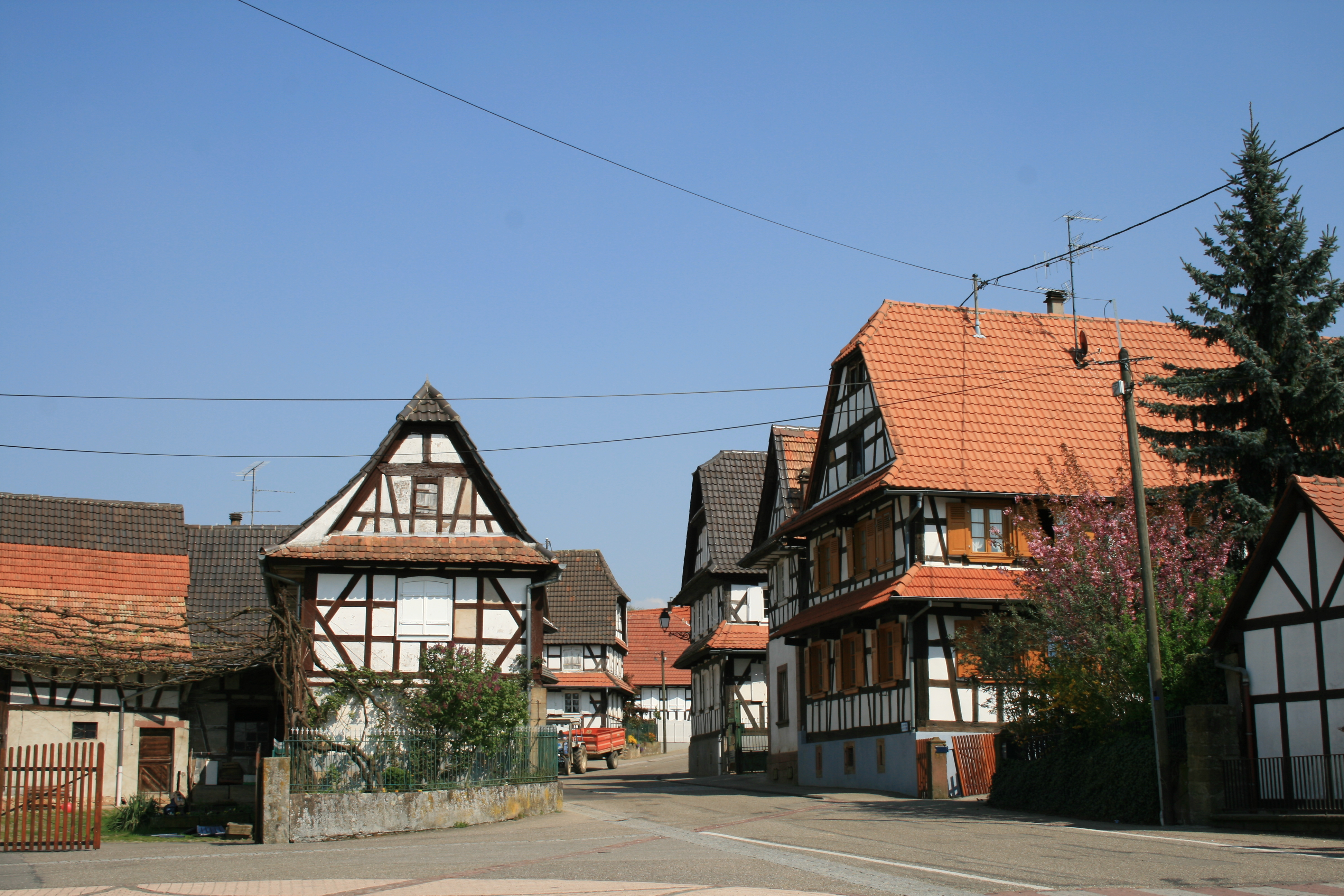
Hunspach.

Voici le classement des quatorze villages préférés des Français :
| Cl. | Village                     | Département      | Région                     |
| --- | --------------------------- | ---------------- | -------------------------- |
| 1   | Hunspach                    | Bas-Rhin         | Grand Est                  |
| 2   | Les Anses-d'Arlet           | Martinique       | Outre-mer                  |
| 3   | Ménerbes                    | Vaucluse         | Provence-Alpes-Côte d'Azur |
| 4   | Pont-Aven                   | Finistère        | Bretagne                   |
| 5   | Pierrefonds                 | Oise             | Hauts-de-France            |
| 6   | Batz-sur-Mer                | Loire-Atlantique | Pays de la Loire           |
| 7   | Trôo                        | Loir-et-Cher     | Centre-Val de Loire        |
| 8   | Montpeyroux                 | Puy-de-Dôme      | Auvergne-Rhône-Alpes       |
| 9   | Montfort-l'Amaury           | Yvelines         | Île-de-France              |
| 10  | Chablis                     | Yonne            | Bourgogne-Franche-Comté    |
| 11  | Aubeterre-sur-Dronne        | Charente         | Nouvelle-Aquitaine         |
| 12  | Saint-Bertrand-de-Comminges | Haute-Garonne    | Occitanie                  |
| 13  | Giverny                     | Eure             | Normandie                  |
| 14  | Cargèse                     | Corse-du-Sud     | Corse                      |

### Édition 2021

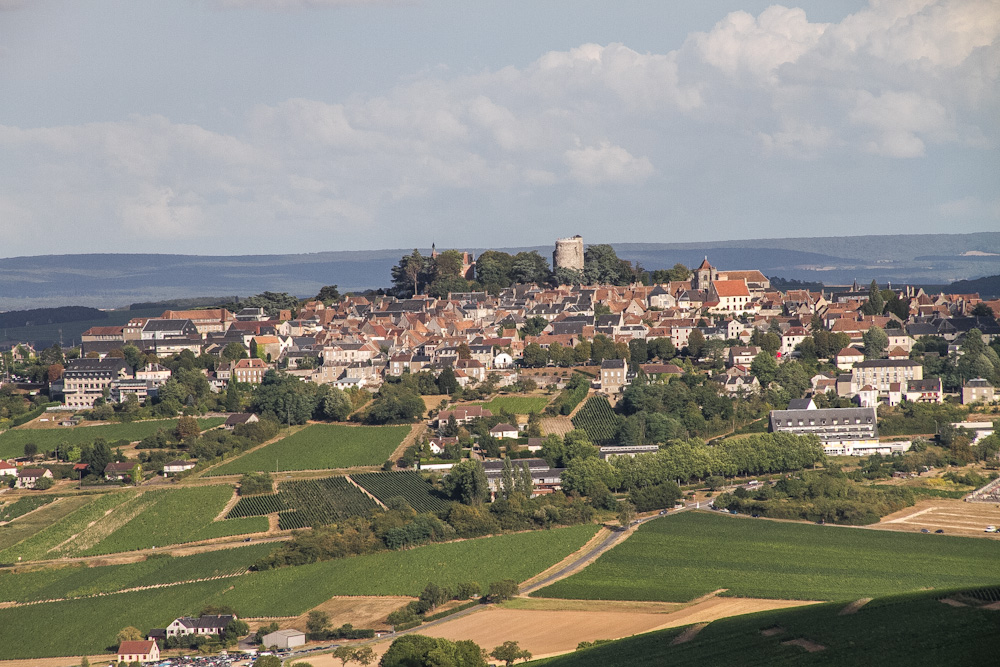
Sancerre.

Lors de la diffusion de l'édition 2020, Stéphane Bern a confirmé la tenue d'une dixième édition. La sélection des villages a été annoncée le 4 mars. Les votes se sont tenus jusqu'au 25 mars.
Le palmarès a été dévoilé par le monsieur Patrimoine de France Télévisions, Stéphane Bern, dans l’émission « Le Village préféré des Français », diffusée le 30 juin 2021 sur France 3. Stéphane Bern et son équipe se sont rendus dans chaque village pour en découvrir les atouts et faire la promotion des candidats, pour de belles images des territoires de France
| Cl. | Village            | Département     | Région                     |
| --- | ------------------ | --------------- | -------------------------- |
| 1   | Sancerre           | Cher            | Centre-Val de Loire        |
| 2   | Fresnay-sur-Sarthe | Sarthe          | Pays de la Loire           |
| 3   | Hérisson           | Allier          | Auvergne-Rhône-Alpes       |
| 4   | Auvillar           | Tarn-et-Garonne | Occitanie                  |
| 5   | La Désirade        | Guadeloupe      | Outre-mer                  |
| 6   | Domme              | Dordogne        | Nouvelle-Aquitaine         |
| 7   | Rocroi             | Ardennes        | Grand Est                  |
| 8   | Long               | Somme           | Hauts-de-France            |
| 9   | Villerville        | Calvados        | Normandie                  |
| 10  | Saint-Véran        | Hautes-Alpes    | Provence-Alpes-Côte d'Azur |
| 11  | Île-d'Houat        | Morbihan        | Bretagne                   |
| 12  | Châteauneuf        | Côte-d'Or       | Bourgogne-Franche-Comté    |
| 13  | Saint-Florent      | Haute-Corse     | Corse                      |
| 14  | Samois-sur-Seine   | Seine-et-Marne  | Île-de-France              |

### Édition 2022

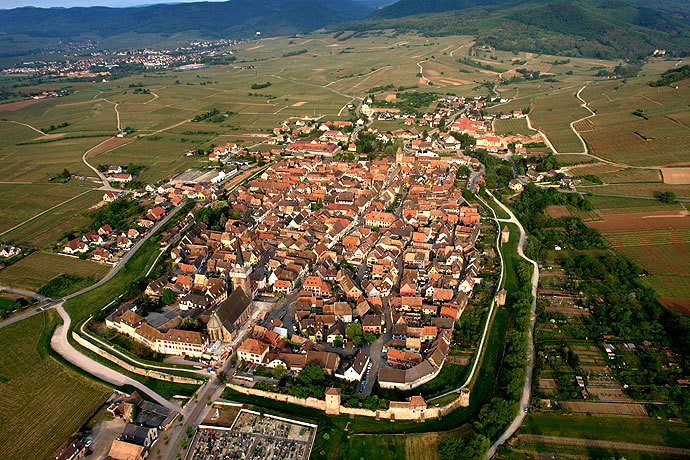
Bergheim.

Voici le classement des quatorze villages préférés des Français :
| Cl. | Village                   | Département          | Région                     |
| --- | ------------------------- | -------------------- | -------------------------- |
| 1   | Bergheim                  | Haut-Rhin            | Grand Est                  |
| 2   | Hesdin                    | Pas-de-Calais        | Hauts-de-France            |
| 3   | Quintin                   | Côtes-d'Armor        | Bretagne                   |
| 4   | Le Malzieu-Ville          | Lozère               | Occitanie                  |
| 5   | Dieulefit                 | Drôme                | Auvergne-Rhône-Alpes       |
| 6   | La Bouille                | Seine-Maritime       | Normandie                  |
| 7   | Saint-Sulpice-de-Favières | Essonne              | Île-de-France              |
| 8   | La Grave                  | Hautes-Alpes         | Provence-Alpes-Côte d'Azur |
| 9   | Saint-Sauveur-en-Puisaye  | Yonne                | Bourgogne-Franche-Comté    |
| 10  | Levroux                   | Indre                | Centre-Val de Loire        |
| 11  | Saül                      | Guyane               | Outre-mer                  |
| 12  | Ainhoa                    | Pyrénées-Atlantiques | Nouvelle-Aquitaine         |
| 13  | Pino                      | Haute-Corse          | Corse                      |
| 14  | Port-Joinville            | Vendée               | Pays de la Loire           |

### Édition 2023

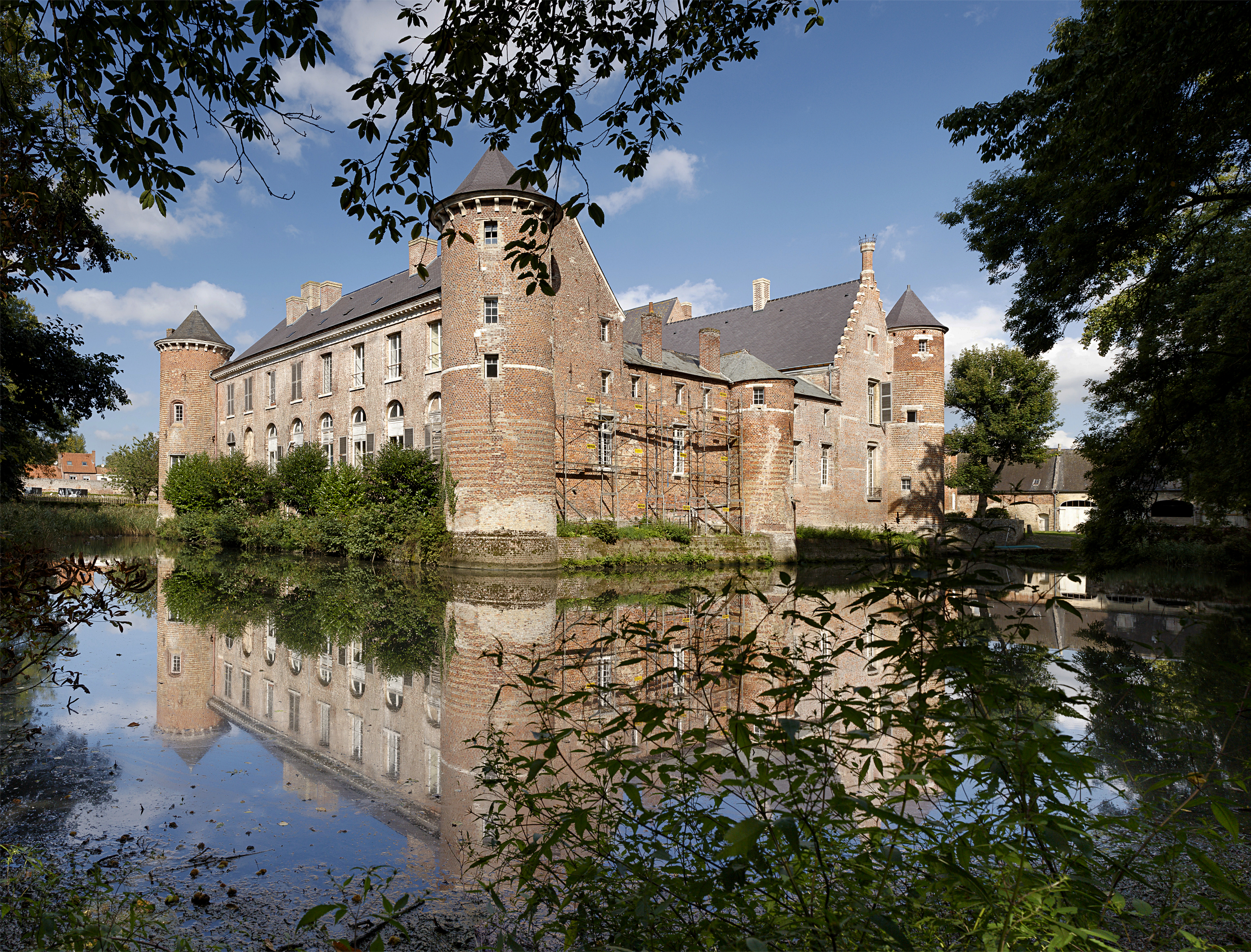
Le château d'Esquelbecq.

L'émission est diffusée sur France 3 le 30 juin 2023.
Voici le résultat final du concours du village préféré des français :
| Cl. | Village                     | Département      | Région                     |
| --- | --------------------------- | ---------------- | -------------------------- |
| 1   | Esquelbecq                  | Nord             | Hauts-de-France            |
| 2   | Lavoûte-Chilhac             | Haute-Loire      | Auvergne-Rhône-Alpes       |
| 3   | Lassay-les-Châteaux         | Mayenne          | Pays de la Loire           |
| 4   | Druyes-les-Belles-Fontaines | Yonne            | Bourgogne-Franche-Comté    |
| 5   | Hattonchâtel                | Meuse            | Grand Est                  |
| 6   | Pontrieux                   | Côtes-d'Armor    | Bretagne                   |
| 7   | Belcastel                   | Aveyron          | Occitanie                  |
| 8   | Beaumont-en-Auge            | Calvados         | Normandie                  |
| 9   | Beaulieu-lès-Loches         | Indre-et-Loire   | Centre-Val de Loire        |
| 10  | Belvès                      | Dordogne         | Nouvelle-Aquitaine         |
| 11  | Entre-Deux                  | La Réunion       | Outre-mer                  |
| 12  | Flagy                       | Seine-et-Marne   | Île-de-France              |
| 13  | Saintes-Maries-de-la-Mer    | Bouches-du-Rhône | Provence-Alpes-Côte d'Azur |
| 14  | Lumio                       | Haute-Corse      | Corse                      |

### Édition 2024

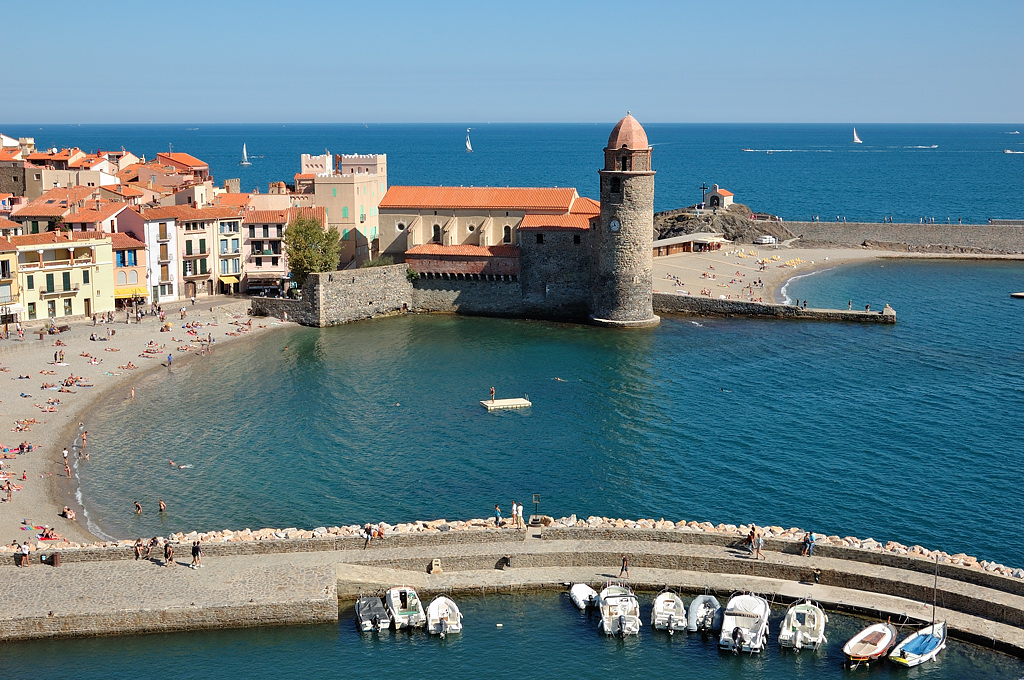
Collioure.

La liste des 14 communes sélectionnées pour participer à l’émission a été révélée lundi 19 février.
L'émission est diffusée sur France 3 le 11 juillet 2024.
| Cl. | Village             | Département         | Région                     |
| --- | ------------------- | ------------------- | -------------------------- |
| 1   | Collioure           | Pyrénées-Orientales | Occitanie                  |
| 2   | Mers-les-Bains      | Somme               | Hauts-de-France            |
| 3   | Villeréal           | Lot-et-Garonne      | Nouvelle-Aquitaine         |
| 4   | Deshaies            | Guadeloupe          | Outre-mer                  |
| 5   | Monthermé           | Ardennes            | Grand Est                  |
| 6   | Sallertaine         | Vendée              | Pays de la Loire           |
| 7   | Ry                  | Seine-Maritime      | Normandie                  |
| 8   | Gassin              | Var                 | Provence-Alpes-Côte d'Azur |
| 9   | Île-Tudy            | Finistère           | Bretagne                   |
| 10  | Cléron              | Doubs               | Bourgogne-Franche-Comté    |
| 11  | Grignan             | Drôme               | Auvergne-Rhône-Alpes       |
| 12  | Thomery             | Seine-et-Marne      | Île-de-France              |
| 13  | Saint-Dyé-sur-Loire | Loir-et-Cher        | Centre-Val de Loire        |
| 14  | Aregno              | Haute-Corse         | Corse                      |

### Édition 2025

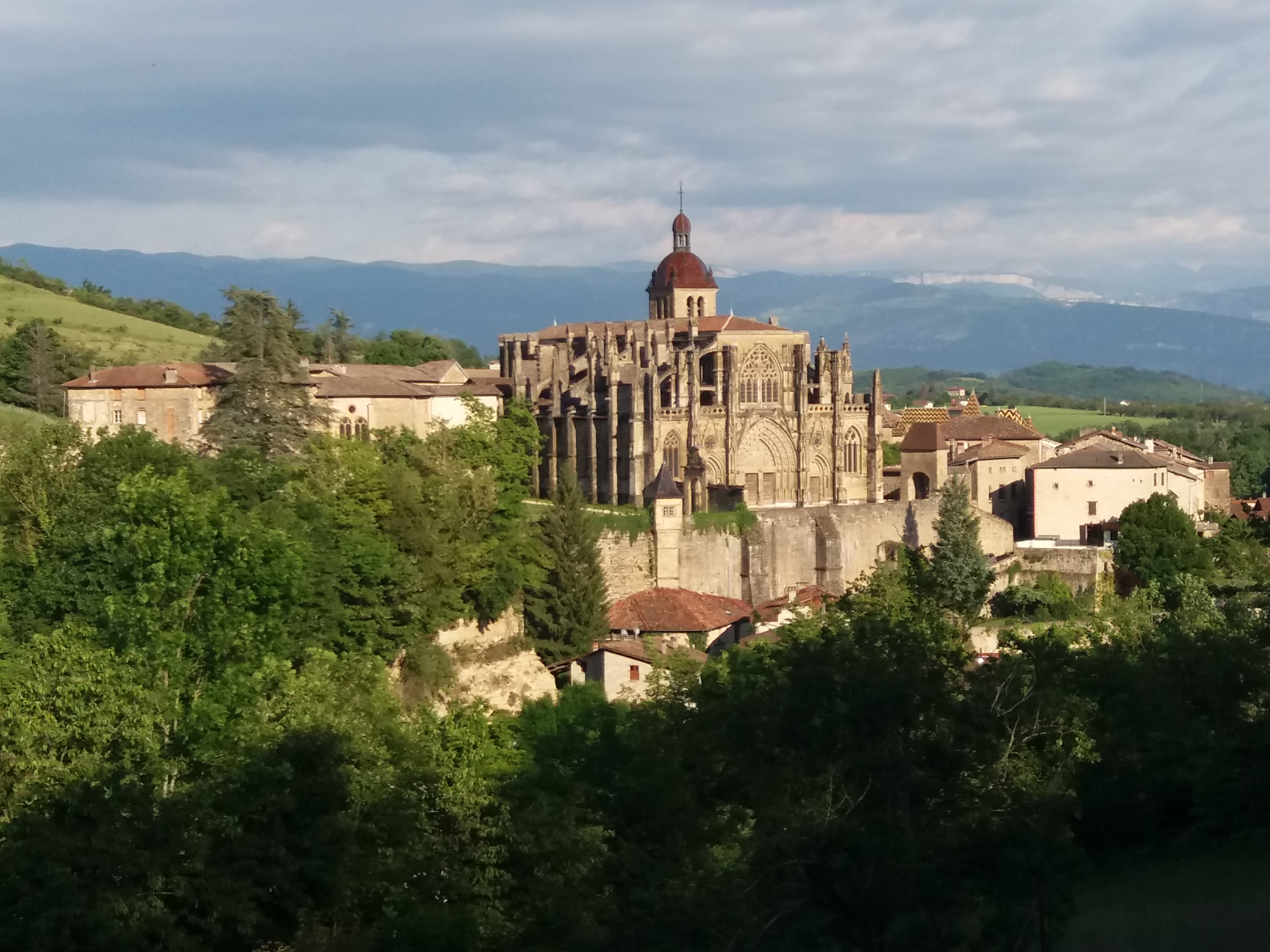
Saint-Antoine-l'Abbaye.

La liste des 14 communes sélectionnées pour participer à l’émission a été révélée le 18 février.
| Cl. | Village                | Département     | Région                     |
| --- | ---------------------- | --------------- | -------------------------- |
| 1   | Saint-Antoine-l'Abbaye | Isère           | Auvergne-Rhône-Alpes       |
| 2   | Malestroit             | Morbihan        | Bretagne                   |
| 3   | Semur-en-Auxois        | Côte-d'Or       | Bourgogne-Franche-Comté    |
| 4   | Beaulieu-sur-Dordogne  | Corrèze         | Nouvelle-Aquitaine         |
| 5   | Clécy                  | Calvados        | Normandie                  |
| 6   | Sierck-les-Bains       | Moselle         | Grand Est                  |
| 7   | Grand'Rivière          | Martinique      | Outre-mer                  |
| 8   | Ferrières-en-Gâtinais  | Loiret          | Centre-Val de Loire        |
| 9   | Longpont               | Aisne           | Hauts-de-France            |
| 10  | Lupiac                 | Gers            | Occitanie                  |
| 11  | Fontevraud-l'Abbaye    | Maine-et-Loire  | Pays de la Loire           |
| 12  | Calcatoggio            | Corse-du-Sud    | Corse                      |
| 13  | Saorge                 | Alpes-Maritimes | Provence-Alpes-Côte d'Azur |
| 14  | Rochefort-en-Yvelines  | Yvelines        | Île-de-France              |

## Audiences
| Édition | Audience moyenne                        | Audience moyenne |
| Édition | Nombre de téléspectateurs (en millions) | PDM (en %)       |
| ------- | --------------------------------------- | ---------------- |
| 2012    | 4,7                                     |                  |
| 2013    | 5,5                                     |                  |
| 2014    | 3,3                                     |                  |
| 2015    | 3,1                                     |                  |
| 2016    | 2,5                                     |                  |
| 2017    | 2,4                                     |                  |
| 2018    | 2,3                                     |                  |
| 2019    | 2,5                                     | 14,2             |
| 2020    | 2,6                                     | 14,1             |
| 2021    | 2,6                                     | 14,1             |
| 2022    | 2,2                                     | 12,8             |
| 2023    | 1,96                                    | 12,4             |
| 2024    | 1,52                                    | 10,0             |
| 2025    | 1,79                                    | 12,7             |